# Gideon-monument

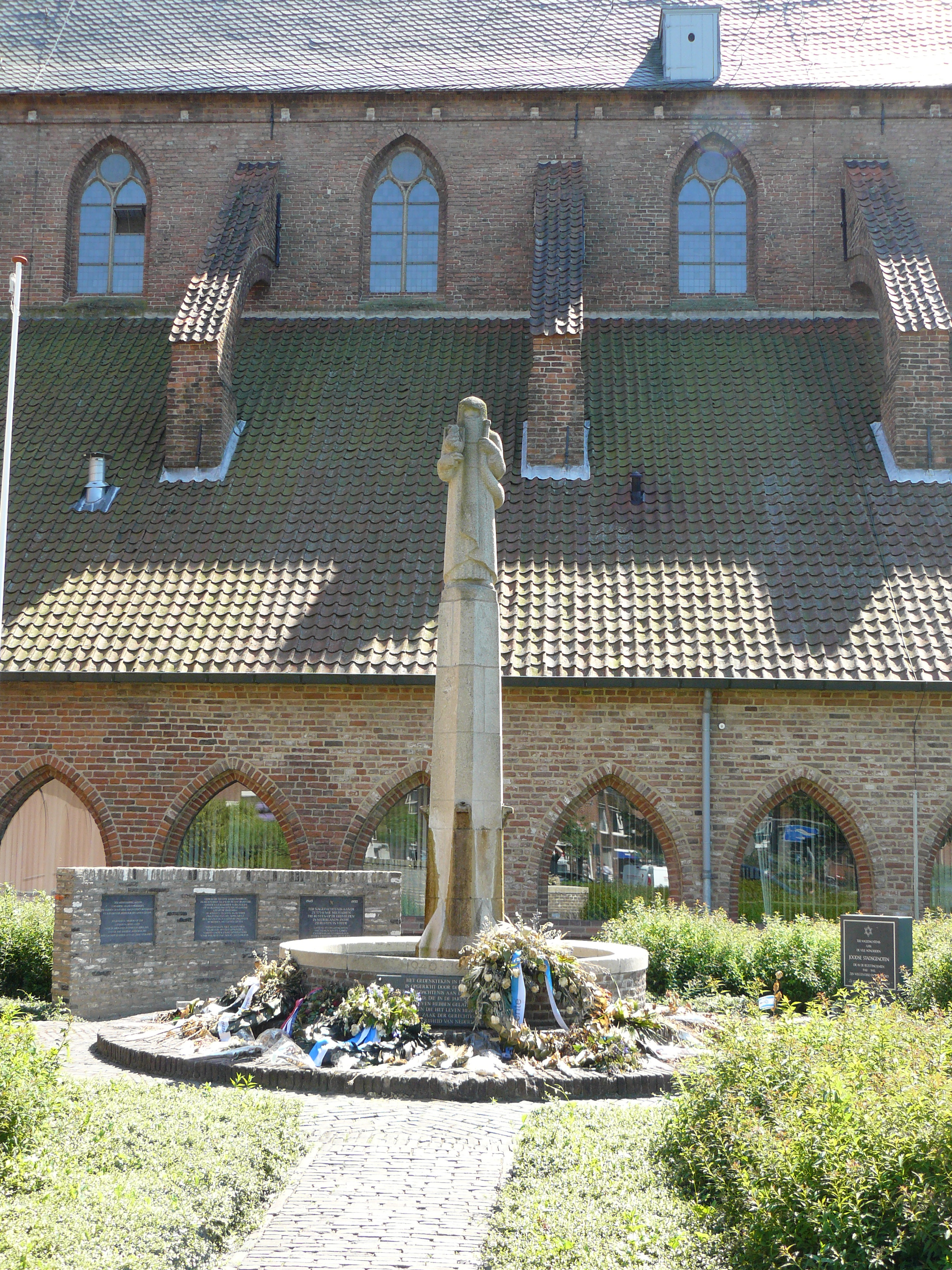
Het Gideon-monument bij de Broederenkerk te Zutphen

Het Gideon-monument in Zutphen is een monument ter nagedachtenis aan de Zutphense slachtoffers van de Tweede Wereldoorlog. Het monument is een gemetselde fontein met in het midden een zuil, waarop het beeld staat van Gideon, een Bijbelse figuur die symbool staat voor het verzet van een kleine groep tegen een overmacht. Het monument werd ontworpen door Paul Grégoire, ir. A.J. van der Steur en G.H. Kleinhout. De onthulling vond plaats op 10 april 1950. Het monument heeft een plaats gekregen in de kloosterhof bij de Broederenkerk aan de Rozengracht.
Vier plaquettes brengen verschillende groepen in herinnering:
- de burgerslachtoffers van het bombardement op 14 oktober 1944
- de Canadese militairen die sneuvelden bij de bevrijding van Zutphen
- de Zutphenaren die tijdens de Tweede Wereldoorlog in voormalig Nederlands-Indië omkwamen (plaquette toegevoegd in 2005)
- de weggevoerde en vermoorde joodse stadsgenoten (plaquette toegevoegd in 2011)[1]

Ieder jaar vindt er op 4 mei een officiële herdenking bij het Gideon-monument plaats. De Nationale Dodenherdenking begint met een stille tocht, die eindigt bij het monument. Om 20.00 uur wordt er twee minuten stilte gehouden en daarna worden er kransen en bloemen gelegd.
In 2012 stond de plaats van het monument ter discussie vanwege de plannen voor de realisering van het zogenaamde Broederenklooster (een bundeling van culturele voorzieningen). Deze plannen kwamen in 2015 echter te vervallen, toen bekend werd dat het Stedelijk Museum Zutphen en het Museum Henriette Polak het stadspaleis 'Hof van Heeckeren' aan het 's-Gravenhof zouden betrekken.